# 無力化ガス
無力化ガス（むりょくかがす、英: Incapacitating agent）は、化学兵器の一種である。
アメリカ国防総省では「無力化ガスは一時的に生理的または精神的な影響、あるいは両者を発生させ、彼らが目的を持った組織的な行動をできなくする。」と定義されている。(原文はリンク先の英語版を参照)